# Барачи, Нико
Нико Барачи (итал. Nico Baracchi, 19 апреля 1957, Челерина, Швейцария — 24 марта 2015, там же) — швейцарский бобслеист и скелетонист, серебряный призёр чемпионатов мира по  бобслею и скелетону (1982 и 1989).

## Биография
Вместе с Марселем Мельчером как спортсмены, специализировавшиеся в «Креста Ран», после всего одного дня обучения в 1981 г. были включены в национальную сборную Швейцарии по скелетону. На последовавшем чемпионате мира в Санкт-Морице (1982) стал серебряным призёром в соревнованиях скелетонистов. На первенстве Европы в австрийском Иглсе (1983) был третьим. Затем трижды становился чемпионом Европы: в Винтерберге (1984), в Сараево (1985) и в Санкт-Морице (1986).
Затем спортсмен переходит в бобслей на позицию пилота. Лучшим сезоном стал для него 1989 год. когда на чемпионате мира по бобслею и скелетону в Кортина-д’Ампеццо он стал серебряным медалистом в соревнованиях «четверок». В общем зачете Кубка мира среди «двоек» и в комбинированном зачете «двоек» и «четверок» в сезоне 1988/89 был третьим. Также становился серебряным призёром европейских первенств по бобслею: в Сараево (1988) в соревнованиях «двоек» и в Санкт-Морице (1989) — в заездах «четверок».
В сезоне 1991/92 вернулся в скелетон, однако не смог добиться прежних достижений. На чемпионате мира в американском Лейк-Плэсиде (1992) он был только одиннадцатым, в Калгари (1995) — 15-м, в Лейк-Плэсиде (1997) — лишь 21-м и 12-м в итоговом зачете Кубка мира.